# Biểu tình

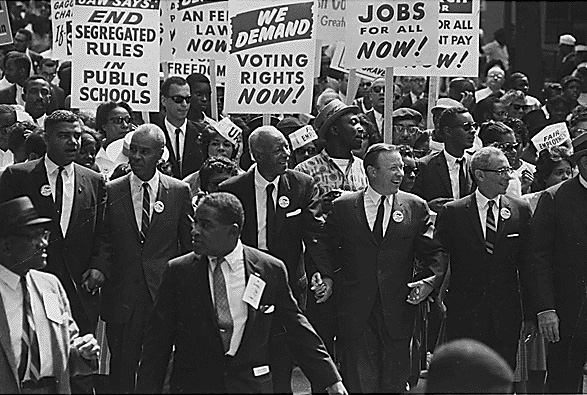
Cuộc Diễn hành Washington của Phong trào Dân quyền Mỹ,những người dẫn đầu đi bộ từ Đài kỷ niệm Lincoln đến Tượng đài Washington, ngày 28 tháng 8 năm 1963.

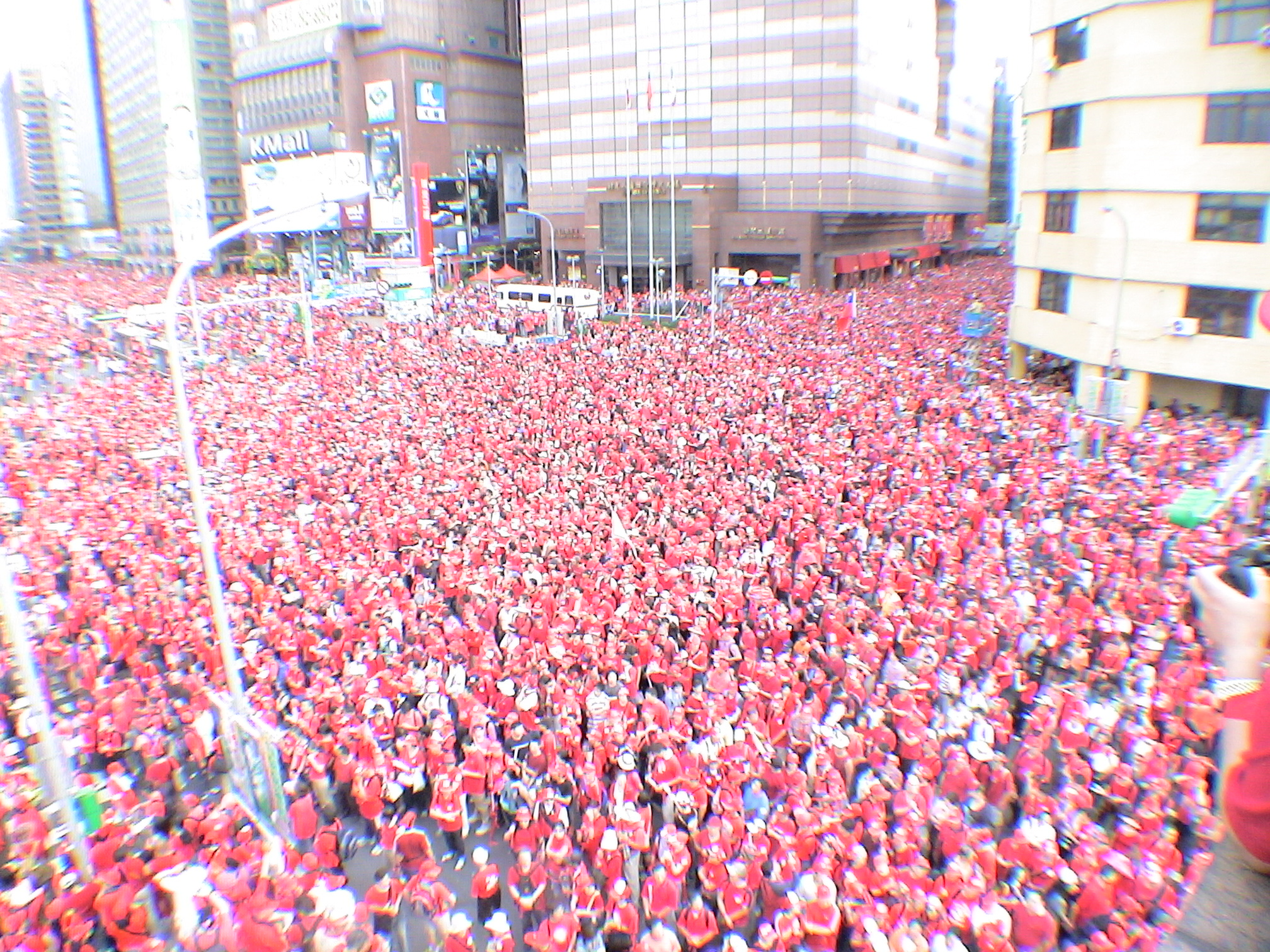
Hàng ngàn người biểu tình tại Đài Bắc thúc ép Tổng thống Trung Hoa Dân Quốc Trần Thủy Biển từ chức.

Cuộc biểu tình là sự biểu hiện, thể hiện các suy nghĩ, hành động, bất đồng quan điểm đối với các quy định, liên quan đến quyền lợi, của các tổ chức hay cá nhân, hoặc tập hợp các nhóm người ủng hộ cho mục đích chính trị, hoặc nguyên nhân khác. Nó thường bao gồm việc đi bộ để diễu hành hàng loạt và bắt đầu với một cuộc gặp gỡ tại một địa điểm được chỉ định sẵn hoặc không chỉ định sẵn.
Các hành động như phong tỏa đường phố và ngồi yên một chỗ cũng có thể được gọi là các cuộc biểu tình. Các cuộc biểu tình có thể bất bạo động hoặc bạo động, hoặc có thể bắt đầu như bất bạo động và trở thành bạo động phụ thuộc vào hoàn cảnh biểu tình. Đôi khi cảnh sát chống bạo động hoặc các hình thức thực thi pháp luật khác cũng tham gia vào biểu tình. Trong một số trường hợp, điều này có thể là cố ngăn chặn sự phản kháng xảy ra hoặc không xảy ra. Trong các trường hợp khác, nó có thể là để ngăn chặn xung đột giữa các nhóm đối thủ, hoặc để ngăn chặn một cuộc biểu tình lan rộng và biến thành một cuộc bạo loạn.
Các cuộc biểu tình có thể có mục đích bày tỏ quan điểm hoặc ủng hộ hoặc phản đối một vấn đề công cộng, nhất là về một vụ bất công xã hội. Người ta thường nghĩ rằng càng nhiều người tham gia cuộc biểu tình thì càng thành công hơn về mọi mặt. Các cuộc biểu tình thường có liên quan đến vấn đề chính trị, kinh tế, và xã hội, thường nhằm mục đích gây sức ép cho một thay đổi nhất định nào đó bắt buộc phải xảy ra.

## Hình thức
Biểu tình có thể dưới nhiều dạng:
- Tuần hành: một đoàn người đi từ chỗ này sang chỗ khác.
- Tụ tập: mọi người tụ lại để lắng nghe diễn giả hoặc nghe nhạc.
- Đứng biểu tình: khi một số người tụ tập bên ngoài một nơi làm việc, hoặc một địa điểm, nơi một sự kiện diễn ra, để ngăn sự kiện này, nhưng nó cũng có thể để gây sự chú ý. Ví dụ, biểu tình ngăn phá dỡ công trình công cộng, ngăn xây dựng một khu nhà phá vỡ kiến trúc cảnh quan,...
- Biểu tình ngồi: người biểu tình chiếm cứ một khu đất, chỉ rời đi khi họ cảm thấy vấn đề được giải quyết. Ví dụ: phong trào Chiếm lấy Phố Wall.
- Biểu tình khỏa thân: người biểu tình cởi bỏ quần áo để gây sự chú ý.

Biểu tình có thể do chính phủ tổ chức. Ví dụ như biểu tình tuần hành tại Bắc Triều Tiên, tại Iran.

## Thời gian và địa điểm
Thời gian và địa điểm được chọn là những nơi hoặc dịp có dấu ấn lịch sử hoặc văn hóa (ví dụ: ngày Quốc tế lao động 1/5, hay ngày Quốc khánh, ngày có vụ việc đặc biệt xảy ra).
Địa điểm có thể liên quan tới mục đích biểu tình. Ví dụ, biểu tình liên quan tới một quốc gia khác, thì biểu tình thường diễn ra trước đại sứ quán của quốc gia đó. Ví dụ: Biểu tình phản đối Trung Quốc ở Philippines.

## Bạo lực hay phi bạo lực
Biểu tình có thể dẫn tới bạo lực, tùy theo hoàn cảnh và các yếu tố về văn hóa và luật pháp. Bạo lực có thể nổ ra khi căng thẳng lên cao hoặc do cảnh sát hay quân đội đàn áp. Ví dụ, biểu tình tại Tunisia trở nên bạo lực khi một người tự thiêu. Các cuộc biểu tình bắt đầu vào tháng 12 năm 2010 khi Mohamed Bouazizi đã tự thiêu sau khi cảnh sát tịch thu hàng sản xuất của mình. 

## Tính hợp pháp
Tại Hoa Kỳ, Hiến pháp (tu chính thứ nhất) đặc biệt cho phép biểu tình hòa bình và tự do tụ tập, như là một biện pháp để thúc đẩy tự do và chống tội ác: "Amendment I: Congress shall make no law... abridging... the right of the people peaceably to assemble, and to petition the Government for a redress of grievances."
Quyền tự do ngôn luận và bày tỏ quan điểm, và quyền tự do hội họp và lập hội (một cách ôn hòa) quyền dân sự cơ bản chính đáng theo Tuyên ngôn Quốc tế Nhân quyền của Liên Hợp quốc mà đa số các quốc gia dân chủ đã công nhận và ký kết. Vì vậy, quyền biểu tình được công nhận trong hiến pháp của các quốc gia.
Tại Việt Nam, quyền biểu tình được ghi trong Hiến pháp tại điều 69.
Hiến pháp năm 1946 chỉ quy định công dân Việt Nam có quyền tự do tổ chức và hội họp. Nhưng từ Hiến pháp 1959, 1980 và 1992 đều quy định công dân Việt Nam có quyền biểu tình.

## Luật Biểu tình
Luật Biểu tình của một quốc gia là văn bản pháp lý được Quốc hội quốc gia đó thông qua, quy định cụ thể về quyền và nghĩa vụ của người biểu tình. Luật Biểu tình sẽ tuân thủ theo Hiến pháp, tương đồng với các Hiệp ước quốc tế về quyền con người mà quốc gia đó ký kết.
Một trong những điều quan trọng nhất trong Luật Biểu tình là điều khoản quy định người biểu tình có cần phải xin phép cơ quan chức năng trước khi biểu tình hay không. Thông thường, nếu người biểu tình phải xin phép, cơ quan chức năng nhiều khi sẽ hạn chế hoặc không cấp phép cho người biểu tình, dẫn tới cuộc biểu tình là phi pháp và cơ quan chức năng có thể dập tắt biểu tình.
Luật Biểu tình của Nga: người tổ chức biểu tình phải thông báo trước 10 ngày với cơ quan chức năng, cung cấp thời gian biểu cụ thể theo giờ người biểu tình sẽ làm gì. Không tụ tập đông người sau 11 giờ đêm, có nghĩa là cấm biểu tình dài ngày. Một số chỗ được liệt kê không cho phép biểu tình, bao gồm "gần khu tổng thống, tòa án hoặc nhà tù. Cơ quan chức năng có thể bắt thay đổi thời gian địa điểm của biểu tình với chỉ 3 ngày thông báo trước cho người tổ chức biểu tình. Tổ chức Quan sát quốc tế phê phán là Luật Biểu tình của Nga tìm cách ngăn trở người biểu tình hòa bình hợp pháp.
Luật Biểu tình của Campuchia: Luật Biểu tình của Campuchia được đưa ra từ năm 1991, gần đây được thay đổi năm 2008.
Luật Biểu tình của Anh Quốc: Biểu tình hòa bình ở Anh là hợp pháp, thể hiện quyền dân chủ. Luật Nhân quyền của Anh cấm Chính phủ và các cơ quan nhà nước vi phạm quyền này. Người tổ chức biểu tình không phải xin phép, chỉ cần thông báo thời gian và địa điểm biểu tình, xin phép đối với một số dạng biểu tình (ví dụ: biểu tình của bác sĩ, y tá hay lái xe phương tiện công cộng). Nếu định tổ chức tuần hành, người tổ chức phải thông báo trước 6 ngày. Nếu chỉ là biểu tình tại chỗ, không cần thông báo trước. Cảnh sát có quyền can thiệp đảm bảo biểu tình diễn ra hòa bình, không ảnh hưởng tới quyền lợi hợp pháp của người khác. Cảnh sát cũng có nghĩa vụ bảo vệ đoàn biểu tình.